# Hugh McGing
Hugh McGing (Chicago, Illinois, 11 de julio de 1998) es un jugador profesional estadounidense de hockey sobre hielo que se desempeña en la posición de extremo izquierdo en St. Louis Blues, equipo de la National Hockey League (NHL).

## Carrera
Fue seleccionado en la quinta ronda en la NHL Entry Draft de 2018. En 2022 hizo su debut profesional con el equipo St. Louis Blues, donde lleva jugando dos temporadas.